# Epidendrum vesicatum
Epidendrum vesicatum é uma curiosa espécie de orquídea que vegeta na serra do Mar e na serra da Mantiqueira.
Tem um porte completamente diferente com o seu crescimento pendente. Suas folhas são aconchavadas verde-acinzentadas. Possui escapos florais apicais que ficam muitas vezes escondidos, portando até quinze pequenas flores. Sua flor é unicolor branca e tem apenas dois centímetros de diâmetro que são levemente perfumadas. Vegeta em matas sombreadas e com bastante umidade. Floresce no fim do inverno até a primavera.